# دانيس كورونيل
دانيس كورونيل هو لاعب كرة قدم إكوادوري في مركز الدفاع، ولد في 24 مايو 1973 في Naranjal District ‏ في باراغواي، وتوفي بنفس المكان في 7 يوليو 2020. شارك مع منتخب الإكوادور لكرة القدم. أما مع النوادي، فقد لعب مع ديبورتيفو كوينكا ونادي إيميلك ونادي برشلونة ونادي ديبورتيفو إل ناسيونال.

## وصلات خارجية
- دانيس كورونيل على موقع قاعدة بيانات كرة القدم.إي يو (الإنجليزية)
- دانيس كورونيل على موقع ناشيونال فوتبول تيمز (الإنجليزية)